# 穆罕默德·阿卜杜拉耶夫
穆罕默德·易卜拉诺维奇·阿卜杜拉耶夫（俄語：Магомед Имранович Абдулаев，1961年6月18日—2023年1月5日），俄罗斯政治人物，曾任达吉斯坦共和国政府主席。

## 生平
1961年出生于达吉斯坦苏维埃社会主义自治共和国古尼布区加姆苏特尔的一个阿瓦尔人家庭。1979年至1981年在苏联军队服役。1987年毕业于达吉斯坦国立大学。1989年至1992年，在列宁格勒国立大学法律系攻读全日制研究生，期间与德米特里·梅德韦杰夫结为好友。2000年12月至2002年1月，担任达吉斯坦国立大学国际法学教研室主任。2002年移居莫斯科，担任俄罗斯联邦委员会议员伊利亚斯·乌马哈诺夫的助理。2002年至2009年，在莫斯科国立管理大学工作。2009年4月14日，被达吉斯坦共和国首脑穆胡·阿利耶夫任命为顾问。同年10月27日获任达吉斯坦共和国政府副主席。2010年2月25日当选主席。2013年至2017年担任达吉斯坦国立师范大学校长。2023年1月5日在马哈奇卡拉马戈梅特·加吉耶夫街遭遇车祸身亡。

## 家庭
已婚，有两子。